# LAG Nr. 50 ... 76
Die Lokomotiven mit den Bahnnummern 50–58, 69, 70 und 72–76 waren Lokalbahn-Dampflokomotiven der Localbahn AG (LAG). Die Fahrzeuge waren der bayerischen D X nachempfunden, hatten jedoch ein Zweizylinder-Verbundtriebwerk und einen höheren Kesseldruck.

## Geschichte
Krauss, Mitgründer und somit Miteigentümer der LAG, lieferte zwischen 1897 und 1909 insgesamt 16 Exemplare dieser Lok. Sieben Fahrzeuge (Nr. 50–54, 57 und 58) gingen an die Lausitzer Eisenbahn-Gesellschaft (LEG), eine Tochtergesellschaft der LAG. Lok Nr. 50 kam 1909 zurück nach Bayern und wurde auf der Isartalbahn eingesetzt.
Alle Fahrzeuge wurden 1925 von der Reichsbahn übernommen. Die zehn in Bayern eingesetzten Lokomotiven wurden in die Baureihe 98.15 eingeordnet, die sechs Exemplare der LEAG in die Baureihe 98.76.
Die 98 7601 wurde bereits vor 1945 ausgemustert. Während des Zweiten Weltkrieges ging die 98 1502 verloren. Die 98 1501 ging an die spätere ÖBB, wo sie als 991.01 bis 1956 im Einsatz war. Die übrigen 13 Fahrzeuge gelangten zur Deutschen Bundesbahn und wurden bis 1950 auf den Strecken zwischen München, Rosenheim und Garmisch-Partenkirchen eingesetzt.